# Bigger, Better, Faster, More!
Bigger, Better, Faster, More! ist das erste und einzige veröffentlichte Album der Alternative-Rock-Band 4 Non Blondes. Es wurde 1991 aufgenommen und erschien 1992 auf Interscope Records. 

## Entstehung und Erfolg
Aufgenommen wurde es in den Studios Groove Masters, Santa Monica, Kalifornien, und The Plant, Sausalito, Kalifornien, mit diversen Gastmusikern. Der Produzent war David Tickle. Obwohl es nach der Veröffentlichung nach einem Fehlschlag aussah, bekam das Album bzw. das Lied What’s Up? 1993 gute Kritiken und wurde sehr oft im Radio und im Fernsehen gespielt. Nachdem What’s Up zum Erfolg geworden war, verkaufte sich das Album anschließend weltweit über sechs Millionen Mal.

## Albumcover
Das Cover stammt von dem amerikanischen Künstler Mark Ryden.

## Titelliste
| #   | Titel                  | Songwriter                                                                 |      |
| --- | ---------------------- | -------------------------------------------------------------------------- | ---- |
| 1.  | Train                  | Linda Perry                                                                | 3:47 |
| 2.  | Superfly               | Linda Perry, K. Sirdofsky                                                  | 4:37 |
| 3.  | What’s Up?             | Linda Perry                                                                | 4:55 |
| 4.  | Pleasantly Blue        | Linda Perry                                                                | 2:27 |
| 5.  | Morphine & Chocolate   | Shaunna Hall                                                               | 4:41 |
| 6.  | Spaceman               | Shaunna Hall, Linda Perry                                                  | 3:40 |
| 7.  | Old Mr. Heffer         | Linda Perry, Shaunna Hall, Christina Hillhouse                             | 2:16 |
| 8.  | Calling All the People | Linda Perry, Shaunna Hall, Christina Hillhouse, Dawn Richardson, Wanda Day | 3:17 |
| 9.  | Dear Mr. President     | Linda Perry                                                                | 4:43 |
| 10. | Drifting               | Linda Perry                                                                | 3:30 |
| 11. | No Place Like Home     | Shaunna Hall, Linda Perry, Christina Hillhouse, Wanda Day                  | 3:09 |

## Kommerzieller Erfolg

### Chartplatzierungen
| ChartsChartplatzierungen       | Höchstplatzierung | Wochen |
| ------------------------------ | ----------------- | ------ |
| Deutschland (GfK)              | 1 (32 Wo.)        | 32     |
| Österreich (Ö3)                | 1 (27 Wo.)        | 27     |
| Schweiz (IFPI)                 | 1 (33 Wo.)        | 33     |
| Vereinigte Staaten (Billboard) | 13 (59 Wo.)       | 59     |
| Vereinigtes Königreich (OCC)   | 4 (18 Wo.)        | 18     |

| ChartsJahrescharts (1993) | Platzierung |
| ------------------------- | ----------- |
| Deutschland (GfK)         | 5           |
| Österreich (Ö3)           | 2           |
| Schweiz (IFPI)            | 6           |

### Auszeichnungen für Musikverkäufe
Bigger, Better, Faster, More! wurde weltweit mit 6× Gold und 11× Platin ausgezeichnet und verkaufte sich mehr als sechs Millionen Mal.
| Land/Region                  | Auszeichnungen für Musikverkäufe (Land/Region, Auszeichnung, Verkäufe) | Verkäufe  |
| ---------------------------- | ---------------------------------------------------------------------- | --------- |
| Australien (ARIA)            | Gold                                                                   | 35.000    |
| Deutschland (BVMI)           | 3× Gold                                                                | (750.000) |
| Europa (IFPI)                | 2× Platin                                                              | 2.000.000 |
| Frankreich (SNEP)            | Gold                                                                   | (100.000) |
| Kanada (MC)                  | Platin                                                                 | 100.000   |
| Mexiko (AMPROFON)            | —                                                                      | 225.000   |
| Neuseeland (RMNZ)            | Platin                                                                 | 15.000    |
| Niederlande (NVPI)           | Gold                                                                   | (50.000)  |
| Österreich (IFPI)            | 2× Platin                                                              | (100.000) |
| Schweden (IFPI)              | Gold                                                                   | (50.000)  |
| Schweiz (IFPI)               | 2× Platin                                                              | (100.000) |
| Spanien (Promusicae)         | Platin                                                                 | (100.000) |
| Vereinigte Staaten (RIAA)    | Platin                                                                 | 1.500.000 |
| Vereinigtes Königreich (BPI) | Gold                                                                   | (100.000) |
| Insgesamt                    | 6× Gold · 11× Platin ·                                                 | 3.875.000 |